# I Walk Alone (canción de Cher)
«I Walk Alone» es una canción de la artista estadounidense Cher. Fue lanzada como el cuarto sencillo de su vigésimo quinto álbum de estudio Closer to the Truth de 2013. Entre sus compositores se encuentra la cantante Pink, quién también prestó su voz para la canción y fue producida por Billy Mann y MachoPsycho. «I Walk Alone» llegó a las estaciones radiales del Reino Unido como sencillo promocional a principios de 2014 y a la radio estadounidense en abril del mismo año en simultáneo con el inicio de Dressed to Kill Tour, con el lanzamiento de un EP con nueve mezclas oficiales.
La canción ha sido alabada para la profundidad de su letra, la cual explora temas como el autoempoderamiento y la independencia. Musicalmente, exhibe un sonido bastante experimental, mezclando elementos de country y dance-pop junto con la presencia del banjo y un marcado sonido EDM. La canción alcanzó el segundo lugar del conteo Billboard Hot Dance Club Songs.

## Vídeo musical
EL vídeo promocional de «I Walk Alone» fue creado por un seguidor de la artista y fue publicado oficialmente a través del canal de YouTube «CherVEVO» en septiembre de 2014. Corresponde a una serie de imágenes que muestran la vida de la cantante, en orden cronológico, desde su nacimiento hasta la actualidad.

## Lista de canciones
I Walk Alone (The Remixes) - EP
1. "I Walk Alone" (Tracy Young Ferosh Reconstruction) – 6:16
2. "I Walk Alone" (Funk Generation H3d Rush Club Mix) – 6:27
3. "I Walk Alone" (Jrmx Club Mix) – 6:38
4. "I Walk Alone" (Ivan Gomez & Nacho Chapado Club Mix) – 7:01
5. "I Walk Alone" (Guy Scheiman Club Mix) – 6:57
6. "I Walk Alone" (DJ Laszlo Club Mix) – 6:27
7. "I Walk Alone" (Morlando Club Mix) – 5:19
8. "I Walk Alone" (Dan Slater Club Mix) – 6:32
9. "I Walk Alone" (NovoGain Club Mix) – 8:22

Otras mezclas
- 7th Heaven Banging Club Mix - 6:16